# 安斯利鎮區 (內布拉斯加州卡斯特縣)
安斯利鎮區（英語：Ansley Township）是位於美國內布拉斯加州卡斯特縣的一個行政鎮區。

## 地方資料
安斯利鎮區的面積為132.23平方千米，皆為陸地。根據2020年美國人口普查的數據，當地共有人口607人，而人口密度為每平方千米4.59人。